# 우크라이나 국제항공의 운항 노선
우크라이나 국제항공은 다음과 같은 노선을 운항하고 있다.(2017년 10월 기준)

## 운항 노선

### 아시아

#### 남아시아
- 인도
  - 델리 - 인디라 간디 국제공항

#### 서남아시아
- 아랍에미리트
  - 두바이 - 두바이 국제공항
- 이스라엘
  - 텔아비브 - 벤구리온 국제공항

### 아프리카
- 이집트
  - 카이로 - 카이로 국제공항
  - 샤름엘셰이크 - 샤름엘셰이크 국제공항 전세편
  - 후르가다 - 후르가다 국제공항 전세편

### 유럽

#### 서유럽
- 영국
  - 런던 - 런던 개트윅 국제공항
- 프랑스
  - 파리 - 파리 샤를 드 골 국제공항
  - 니스 - 니스 코트다쥐르 공항 계절편
- 독일
  - 베를린 - 베를린 테겔 국제공항
  - 뒤셀도르프 - 뒤셀도르프 국제공항
  - 뮌헨 - 뮌헨 국제공항
  - 프랑크푸르트 - 프랑크푸르트 국제공항
- 네덜란드
  - 암스테르담 - 암스테르담 스키폴 국제공항
- 벨기에
  - 브뤼셀 - 브뤼셀 국제공항

#### 중유럽
- 스위스
  - 제네바 - 제네바 국제공항
  - 취리히 - 취리히 국제공항
- 오스트리아
  - 빈 - 빈 국제공항

#### 남유럽
- 그리스
  - 아테네 - 아테네 국제공항
- 몰도바
  - 키시너우 - 키시너우 국제공항
- 몬테네그로
  - 티바트 - 티바트 공항 전세편
- 스페인
  - 마드리드 - 마드리드 바라하스 국제공항
  - 바르셀로나 - 바르셀로나 엘프라트 국제공항
  - 발렌시아 - 발렌시아 공항 계절편
  - 알리칸테 - 알리칸테 엘체 공항 계절편
  - 테네리페 - 테네리페 수르 공항 전세편
  - 팔마 데 마요르카 - 팔마 데 마요르카 공항 전세편
- 이탈리아
  - 로마 - 레오나르도 다 빈치 국제공항
  - 밀라노 - 밀라노 말펜사 국제공항
  - 베니스 - 베니스 마르코 폴로 국제공항
  - 볼로냐 - 볼로냐 공항
- 크로아티아
  - 스플리트 - 스플리트 공항 계절편
- 튀르키예
  - 앙카라 - 에센보아 국제공항
  - 이스탄불 - 아르나부코이 국제공항
  - 안탈리아 - 안탈리아 공항 계절편
  - 달라만 - 달라만 공항 계절편
- 포르투갈
  - 리스본 - 리스본 포르텔라 국제공항
  - 파루 - 파루 공항
  - 포르투 - 포르투 공항
  - 푼샬 - 푼샬 공항 전세편

#### 동유럽
- 리투아니아
  - 빌뉴스 - 빌뉴스 국제공항
  - 팔랑가 - 팔랑가 국제공항 계절편
- 불가리아
  - 소피아 - 소피아 공항 계절편
  - 바르나 - 바르나 공항 계절편
  - 부르가스 - 부르가스 공항 계절편
- 우크라이나
  - 키이우 - 보리스필 국제공항 허브
  - 도네츠크 - 세르게이 프로코피에프 국제공항 - 내전으로 일시적 운항중단 -
  - 드니프로 - 드니프로 국제공항
  - 리비우 - 리비우 다닐로 로마노비치 국제공항
  - 빈니차 - 하브리시우카 빈니차 국제공항
  - 오데사 - 오데사 국제공항
  - 이바노프란키우스크 - 이바노프란키우스크 국제공항
  - 자포리자 - 자포리자 국제공항 전세편
  - 체르니우치 - 체르니우치 국제공항
  - 하르코프 - 하르코프 국제공항
  - 하르키우 - 하르키우 국제공항
- 체코
  - 프라하 - 프라하 바츨라츠 하벨 국제공항
- 폴란드
  - 바르샤바 - 바르샤바 프레드릭 쇼팽 국제공항

#### 북유럽
- 스웨덴
  - 스톡홀름 - 스톡홀름 알란다 국제공항
- 핀란드
  - 헬싱키 - 헬싱키 반타 국제공항

#### 카프카즈
- 아르메니아
  - 예레반 - 츠바르트노츠 국제공항
- 아제르바이잔
  - 바쿠 - 헤이다르 알리예프 국제공항
- 조지아
  - 트빌리시 - 트빌리시 국제공항

### 아메리카

#### 북아메리카
- 미국
  - 뉴욕 - 존 F. 케네디 국제공항
- 캐나다
  - 토론토 - 토론토 피어슨 국제공항

#### 카리브해
- 도미니카 공화국
  - 라로마나 - 라로마나 국제공항 전세편

## 단항 노선

### 아시아

#### 동아시아
- 중화인민공화국
  - 베이징 - 베이징 서우두 국제공항
  - 싼야

#### 동남아시아
- 태국
  - 방콕 - 수완나품 국제공항

#### 남아시아
- 스리랑카
  - 콜롬보 - 반다라나이케 국제공항
- 인도
  - 고아 - 고아 국제공항 전세편

#### 서남아시아
- 이란
  - 테헤란 - 이맘 호메이니 국제공항
- 요르단
  - 암만 - 퀸 알리아 국제공항

#### 중앙아시아
- 카자흐스탄
  - 아스타나 - 누르술탄 나자르바예프 국제공항
  - 알마티 - 알마티 국제공항
- 키르기스스탄
- 비슈켁
- 타지키스탄
  - 두샨베
- 투르크메니스탄
  - 아슈가바트
- 우즈베키스탄
  - 타슈켄트

### 아프리카

#### 북아프리카
- 모로코
  - 아가디르 - 알 마스리아 공항 전세편
- 튀니지
  - 엔피다 - 엔피다 함마메트 국제공항 전세편

### 유럽

#### 남유럽
- 그리스
  - 테살로니키 - 테살로니키 국제공항 계절편
  - 헤라킬리온 - 헤라킬리온 국제공항 계절편
- 몬테네그로
  - 포드고리차 - 포드고리차 공항 전세편
- 튀르키예
  - 이스탄불 - 아타튀르크 국제공항

#### 동유럽
- 라트비아
  - 리가 - 리가 국제공항
- 리투아니아
  - 카우나스 - 카우나스 국제공항
- 벨라루스
  - 민스크 - 민스크 국제공항
- 크로아티아
  - 두브로브니크 - 두브로브니크 공항 계절편
  - 풀라 - 풀라 공항 계절편
- 폴란드
  - 크라루프 - 크라우프 발리체 국제공항